# صلصة سريراتشا
سريراتشا ((بالتايلندية: ศรีราชา)‏, قالب:IPA-th) هو نوع من الصلصة الحارة أو صلصة الشيلى الحارة مصنوعة من عجينة من الفلفل الحار، الخل، الثوم والسكر، والملح. وقد جاء الاسم بعد المدينة الساحلية سي راشا، في محافظة تشونبوري من شرق تايلند، حيث قد تم إنتاجها لأول مرة عن الأطباق التي تقدم في مطاعم المأكولات البحرية المحلية.

## الاستعمال
| |  |  |
| Sriraja Panich صلصة الفلفل الحار من قبل تاي ثيباروس للمنتجات الغذائية (يسار) و أغذية هوي فونغ (" صلصة الديك ") بأغذية هوي فونغ (فى اليمين). |  |  |

في تايلاند، كثيرا ما تستخدم سريراتشا في شكل صلصة غمس، وخاصة للأطعمة البحرية. في المطبخ الفيتنامي، تظهر سريراتشا باعتبارها بهار لل بو  المعكرونة المقلية، وتحتل المرتبة الأولى للفائف الربيع(سبرينغ رول)، وفي الصلصات.
وتدمج سريراتشا أيضا في الحساء، على البيض واللحوم. قد جعلت المربيات، والمصاصات، والكوكتيلات كلها باستخدام الصلصة،  وقد تم تسويق رقائق البطاطس بنكهة سريراتشا.

## الأصل
نوقش أصل وتاريخ سريراتشا. ويتضمن تقرير واحد أن الصلصة أنتجت لأول مرة من قبل امرأة تايلاندية تدعى ثانوم شاكاباك في بلدة سي راشا (أوسيري راشا).
ووفقا ل«تشوم روم RUK سي راشا» (جمعية عشاق سي راشا) التايلاندية فإن الصلصة صنعت أولا في سريراتشا من قبل العاملين في مطحنة في بورما. الجمعية أجرت مقابلة مع ثاوات وبسامكوان 88 عاما، المعروفة محليا باسم آه بي. كانت جدتها تمتلك متجرا صغيرا في سريراتشا.
جاء البورميون إلى المحل لشراء الفلفل والملح والخل، والسكر ويعمدون إلى مزج الخليط في هاون لصنع الصلصة الخاصة بهم. في نهاية المطاف فهى قد بدأت في صنع الصلصة بنفسها، على حد سواء للاستخدام العائلي وللبيع للعملاء. وسرعان ماأتى، عميل آخر، كيمسوا ثوب كراشانج، حيث بدأ في شراء كميات كبيرة من الفلفل والملح والخل، والسكر. وكان قد جعل صلصة الفلفل الحار معروضة للبيع، وذلك باستخدام اسم العلامة التجارية صلصة سي راشا «ترا فوخاو ثونغ» العلامة التجارية (الجبل الذهبي صلصة سي راشا) مع صورة لجبل المعبد الذهبي على الملصق. كان اسمها «سي راشا فانيش».